# ゾロロ・マカンバ
ゾロロ・マカンバ（英語: Zororo Makamba、1990年1月17日 - 2020年3月23日）は、ジンバブエのジャーナリスト。父は実業家のジェームス・マカンバ。ジンバブエの放送局であるZiFMステレオやM-Netの放送番組であるザンベジ・マジックに出演していた。
重症筋無力症を患い、2019年には胸部から腫瘍を摘出する手術を受けていた。
ニューヨークから帰国後の2020年3月12日にインフルエンザのような症状を覚え、その一週間後に医師の診察を受けた後、ハラレ市内の病院に入院。3月23日、2019新型コロナウイルスのため死去。30歳没。ジンバブエ国内で2019新型コロナウイルスによる最初の死者であった。